# Prix Chūōkōron
Le prix Chūōkōron (中央公論文芸賞, Chūōkōron Bungei Shō), doté d'une somme de un million de yens, est décerné depuis 2006 à l'occasion des 120 ans de la création de la maison d'édition Chūōkōron Shinsha. Le nom du lauréat est annoncé au mois d'octobre.

## Lauréats
- 2006  Jirō Asada pour Ohara meshimase (お腹召しませ)
- 2007  Mitsuyo Kakuta pour Yōkame no semi (八日目の蝉)
- 2008  Nejime Shōichi pour Arechi no ai (荒地の恋)
- 2009  Yuka Murayama pour Double Fantasy (ダブル・ファンタジー, Daburu fantajī)
- 2010  Kaori Ekuni pour Mahiru nanoni kurai heya (真昼なのに昏い部屋)
- 2011  Areno Inoue pour Soko e ikuna (そこへ行くな) et Nonami Asa pour Tsuchi no hate kara (地のはてから)
- 2012 Keigo Higashino pour Namiya zakkaten no kiseki (ナミヤ雑貨店の奇蹟)
- 2013 Ishida Ira pour Hokuto Aru satsujinsha no kaishin (北斗 ある殺人者の回心)
- 2014 Kiuchi Nobori pour Kushihiki chimori (櫛挽道守)
- 2015 Shinoda Setsuko pour Indo kurisutaru (インドクリスタル) et Nakajima Kyōko pour Nagai o-wakare (長いお別れ)
- 2016 Higashiyama Akira pour Tsumi no owari (罪の終わり)
- 2017 Mori Eto pour Mikazuki (みかづき)
- 2018 Makate Asai pour Unjō unge (雲上雲下)
- 2019 Shūichi Yoshida pour Kokuhō (国宝)
- 2020 Shino Sakuragi pour Kazoku-jimai (家族じまい)
- 2021 Fumio Yamamoto pour Jiten shinagara kōten suru (自転しながら公転する)
- 2022 Bunpei Aoyama pour Sokobore (底惚れ)
- 2023 Satō Ken’ichi pour Chanbara (チャンバラ) et Sōichi Kawagoe pour Passion (パシヨン, Pashon)
- 2024 Hiroshi Ogiwara pour Warau mori (笑う森)

## Comité de sélection
L'actuel comité de sélection est composé des trois membres suivants :
- Junichi Watanabe (渡辺淳一)
- Hayashi Mariko (林真理子)
- Kashima Shigeru (鹿島茂)